# Thierry de Brunhoff
Pour les articles homonymes, voir Brunhoff.
Thierry de Brunhoff, né le 9 novembre 1934, est un pianiste français et moine bénédictin.

## Biographie
Thierry de Brunhoff est le fils de Jean et de Cécile de Brunhoff, créateurs de Babar, et le frère cadet de Laurent de Brunhoff. Son autre frère, Mathieu, est pédiatre.
Il commence à suivre les cours de piano d'Alfred Cortot à l'âge de 11 ans. C'est la personnalité qui aura sur lui la plus grande influence musicale, comme il en a témoigné à plusieurs reprises : « je lui dois tout, tout ce que je peux timidement être, je le lui dois » ou encore « il vous entraînait avec lui, non pas dans un autre monde, mais au cœur du monde […] dans un dépassement de vous-même. » Par la suite, il suivra également l'enseignement d'Edwin Fischer, avant de devenir lui-même enseignant à l’École normale de musique de Paris. pendant plus de dix ans. Parmi ses élèves, on peut citer Hüseyin Sermet.
Il est particulièrement connu pour ses interprétations de Chopin et de Schumann (on sent en cela la marque très profonde de son premier maître, Cortot), mais son répertoire est très large, de Beethoven à Debussy et Ravel, en passant par Carl Maria von Weber, dont Brunhoff regrette l'ostracisme, voire la condescendance avec laquelle il serait traité par les musiciens.

Sa prédilection va cependant à Chopin, dont il fait l'éloge en ces termes : 

« Le piano, c'est Chopin. […] C’est lui qui a le mieux compris les possibilités du chant et l’univers sonore du piano. »

En 1974, il se retire comme moine à l'abbaye d'En-Calcat et devient frère Thierry Jean. À ce propos, il déclare en 2004 dans une lettre à Rodolphe Bruneau-Boulmier : 

« Il m'a semblé que si Dieu existait, alors il fallait plonger et tout donner. Tout donner, c'était donner aussi la musique, puisque pour moi elle contenait tout depuis l'enfance. Elle était mon univers, ma respiration, mon langage, la communion avec les autres, le don de soi. Dieu m'apparaissait être plus que tout cela ou plutôt contenir tout cela, être tout cela à la fois et en même temps, attendre qu'on l'aime. Je crois que c'est cela qui a été déterminant pour moi, cette attente de Dieu. »

Le pianiste et producteur de radio Philippe Cassard a consacré plusieurs séries d'émissions[source secondaire souhaitée] à Thierry de Brunhoff sur France Musique entre 2008 et 2015.

## Discographie
En 2004, EMI Classics a publié un double disque dans la collection « Les Rarissimes », regroupant des interprétations d’œuvres de Chopin, Weber et Schumann, révélant ce pianiste alors quasiment oublié.